# Catedral de Nossa Senhora de Tournai
A Catedral de Nossa Senhora de Tournai (Nôtre Dame de Tournai) é um dos monumentos arquitetônicos mais sobressalentes da Bélgica. A estrutura, localizada no litoral sul da Escalda, está feita de pedra giz-azulada presente na região. Sua edificação começou no século XII sobre um fundamento mais antigo. O edifício combina três correntes arquitetônicas distintas que se sucederam a través da historia: a nave corresponde ao período românico, de linhas severas e pesadas. O coro pertence ao estilo gótico; o transepto, por sua vez, é de um estilo transitório entre ambos. Esta convergência de correntes e estilos dão ao edifício uma aparência única e deslumbrante.
Transepto sul e torres, onde se pode apreciar a terminação em perélio e os arcos de médio ponto e ogivais que adornam as torres.
O transepto é a parte mais distinta e característica do edifício, com seu campanário de cinco torres com cúpulas em Perélio.
A nave foi erguida em sua maior parte durante o primeiro terço do século XII. Prefigurando o estilo gótico templano, possui uma galeria no segundo nível, entre a arqueria do solo e o Trifório. Pilastras entre a janela do arco de volta perfeita no clerestório ajudam a suportar o peso da abóbada que no século XVIII substituída ao trecho original, feito de madeira, e plano.
Os braços do transepto, construído pela metade do século XII, terminam no perélio, uma característica prestada com toda probabilidade de certas igrejas renanas, característica que fará sentir sua influencia em toda a França nororiental, como na Noyon e a Soissons. As torres quadradas que flanqueiam o transepto alcançam os 83 metros de altura. As torres variam em certos detalhes, alguns dos arcos que as adornam são de meio ponto, outros são arco quebrado.

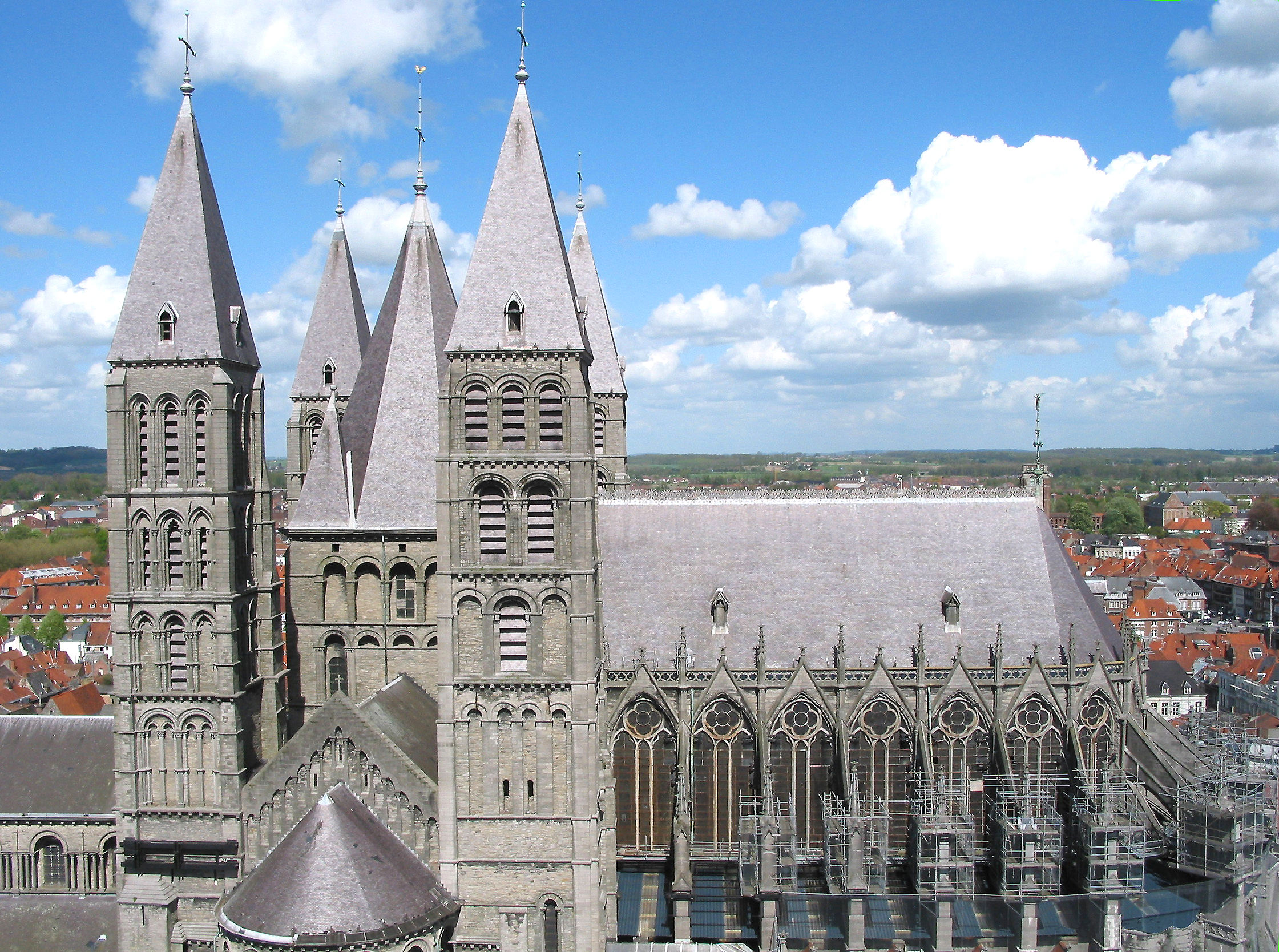
Catedral de Notre-Dame de Tournai, desde onde se pode apreciar o marcado contraste entre o transepto e o coro.

O bispo Gautier de Marvis (1219-1252) mandou demolir o coro românico original com o fim de substituí-lo com um gótico mais majestoso em dimensões, inspirado pelo que possui a Catedral de Amiens. A construção do novo coro começou em 1242 e acabou em 1255. O resto da catedral teve de ser reconstruído seguindo os passos do coro, para satisfazer a nova moda arquitetônica. Isto, no entanto, nunca sucedeu. As únicas remodelações posteriores foram o pórtico ocidental e uma grande capela gótica que foi erguida ao largo de um dos corredores laterais, fazendo desaparecer a parede e janelas originais.
Em reconhecimento ao valor cultural da Catedral de Tournai, a Unesco a declarou Patrimônio da Humanidade no ano 2000.

## Galeria

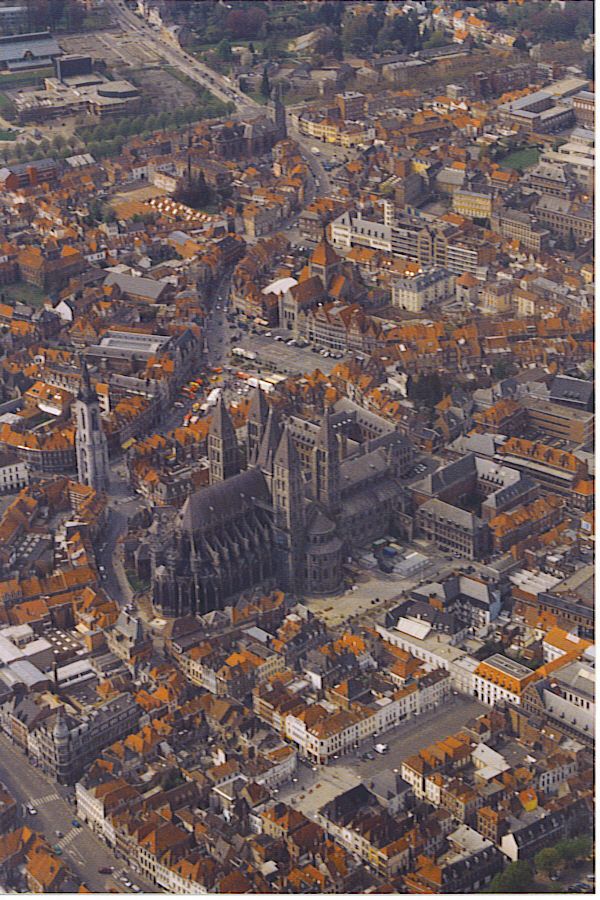
Aerial view
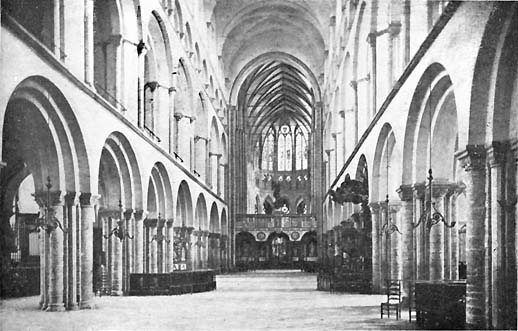
Nave, facing toward choir
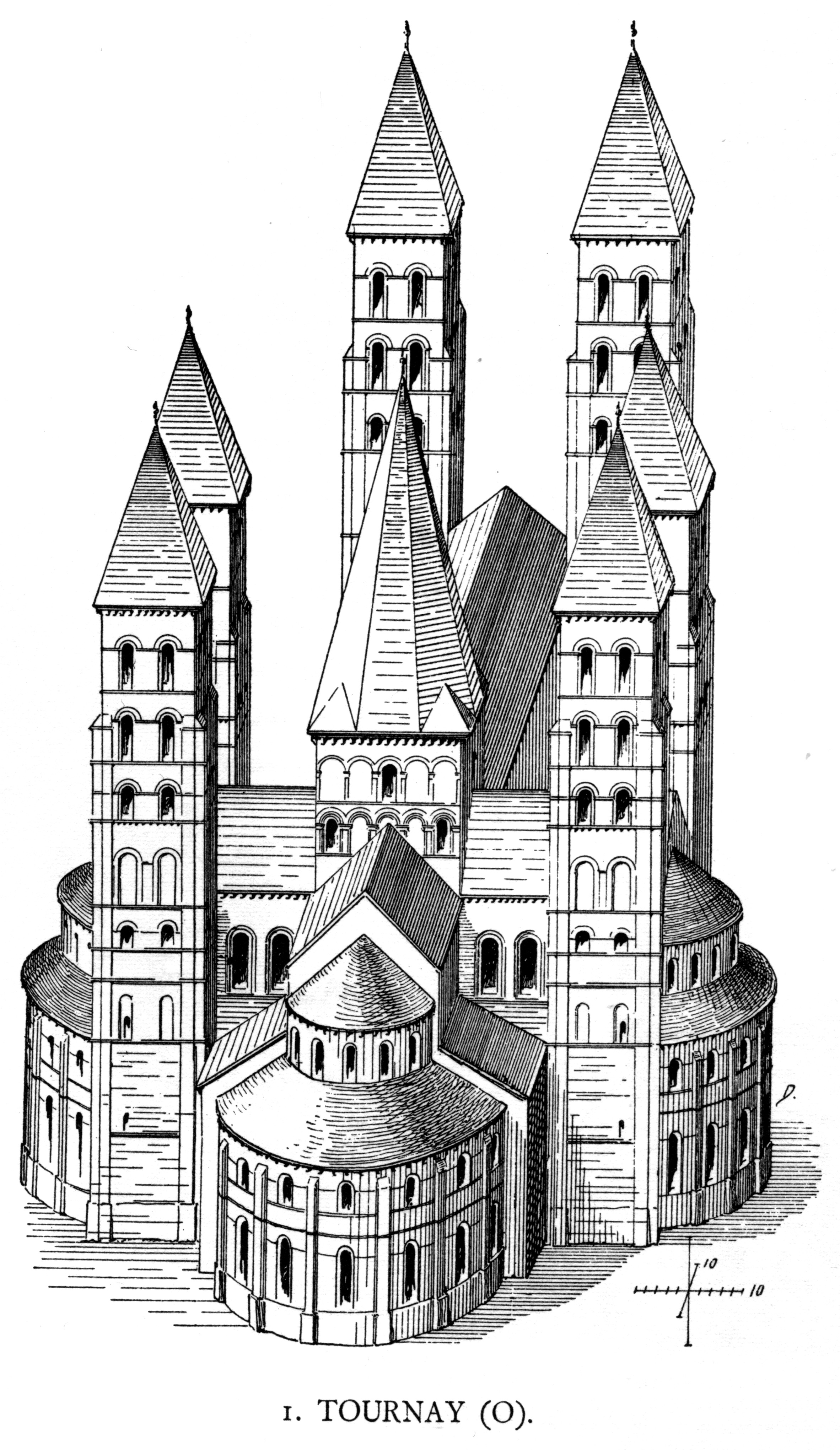
Reconstruction showing the original Romanesque choir (front) and two never-built towers (back)
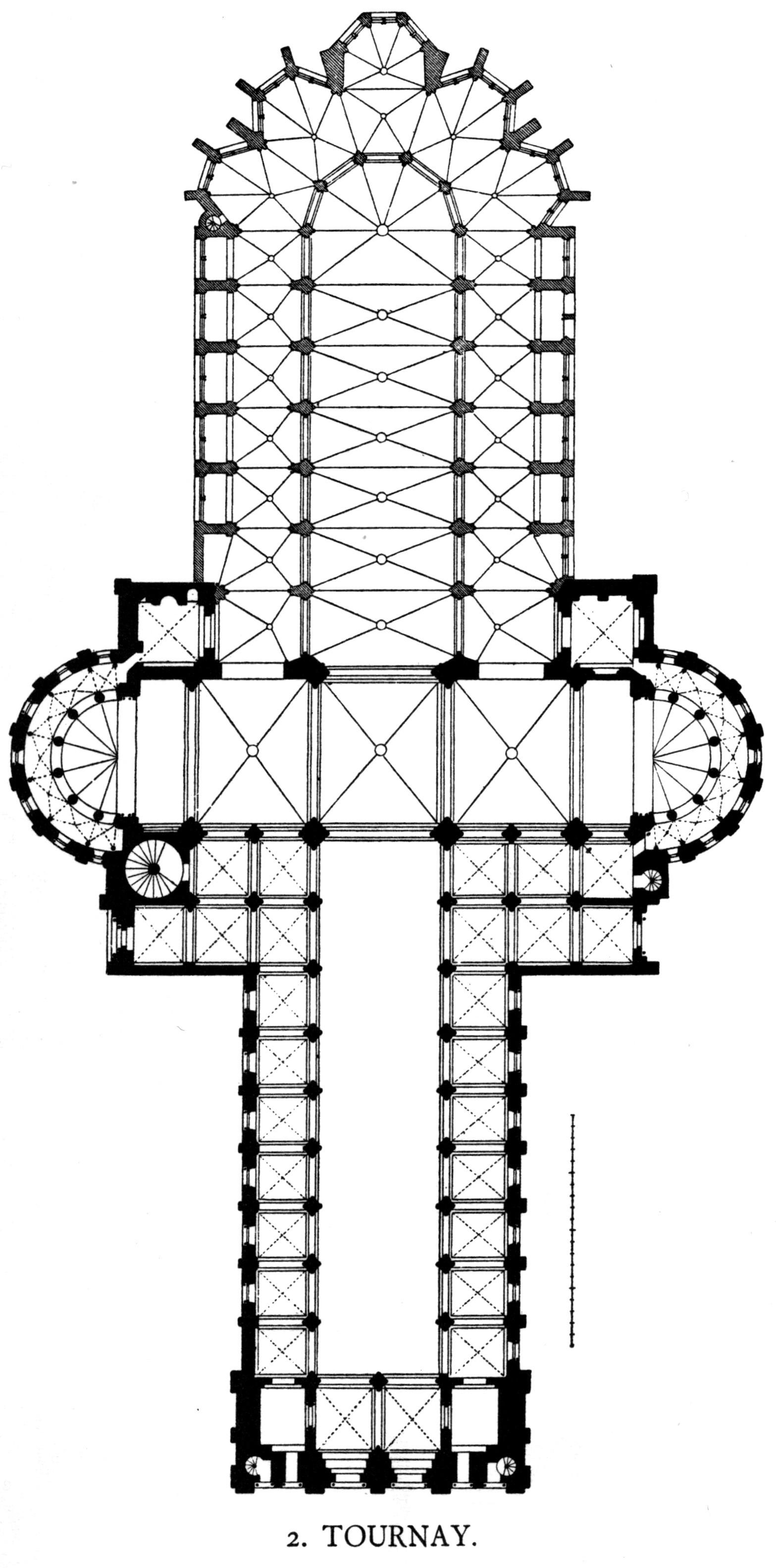
Floor plan